# Оласкоага, Ариэль
Ариэ́ль Оласкоа́га Гутье́ррес (исп. Ariel Olascoaga Gutiérrez, 26 августа 1929 — 22 августа 2010) — уругвайский баскетболист.
Родился 26 августа 1929 года в городе Трейнта-и-Трес.
На протяжении большей части своей спортивной карьеры выступал за клуб «Колон» из Монтевидео. В 1956 году играл за сборную Уругвая на летних Олимпийских играх в Мельбурне. Он не был основным игроком команды и за весь турнир набрал всего девять очков, но вместе с другими игроками сборной получил бронзовую олимпийскую медаль.
Скончался 22 августа 2010 года в возрасте 80 лет.